# Alkoholrelateret demens
Alkoholrelateret demens (også kaldet alkoholdemens) er ikke en selvstændig sygdom, men er en overordnet betegnelse for demenstilstande, der er forårsaget af langvarigt alkoholoverforbrug.
Demenstilstandene skyldes kun i begrænset omfang alkohols skadevirkning på hjernen. Årsagerne til demens ved langvarig alkoholoverforbrug er fejlernæring og metaboliske skader (fx ved leverskade), samt sekundære hjerneskader på grund af blodpropper i hjernen og hovedtraumer efter fald. Den hyppigste enkeltårsag er mangel på b1-vitamin (tiamin) på grund af ensartet kost og malabsorption af vitaminer i tarmen (også kaldet Wernicke-Korsakoffs syndrom).